# Bezirk Mazsalaca
Der Bezirk Mazsalaca (Mazsalacas novads) war ein Verwaltungsbezirk im Norden Lettlands, der von 2009 bis 2021 existierte. Im Zuge der Verwaltungsreform 2021 wurden seine Gemeinden Teil des neuentstandenen Bezirk Valmiera.

## Geographie
Das ehemalige Bezirksgebiet liegt im Norden des Landes.

## Bevölkerung
Im Jahr 2010 waren 4042 Einwohner im Bezirk gemeldet.